# Golden Axe (серия игр)
Golden Axe (с англ. — «Золотая Секира») — серия игр-аркад в жанре экшен для компьютеров ZX Spectrum, 16-битных приставок, персональных компьютеров, мобильных устройств. Серия была создана компанией Sega.
В качестве локации игры выбран сказочный древний мир, а её сюжет разработан в традициях героического фэнтези. Герои проходят уровни, сражаясь с приспешниками злодея по имени Death Adder (Смертоносец). Задача игрока — уничтожить всех противников. Продвижение по уровню становится возможным после победы над очередной вражеской армией. Смертоносец в игре является финальным боссом, его оружие — Золотая Секира, которая достаётся героям в случае победы над врагом.
Помимо аркадной части, каждая игра содержит файтинг-часть, позволяющую с теми же персонажами и управлением проходить игру в режиме одиночных поединков и боёв между игроками.

## Golden Axe
Дата выхода: 1989.
В первой игре игроку предоставляются на выбор три героя:
- Акс Боец (Ax Battler — варвар с мечом, похожий на Конана),
- Тайрис Пламя (Tyris Flare — амазонка с саблей)
- Гилиус Громоглав (Gilius Thunderhead — старый гном с топором)

В случае участия двух игроков, они могут играть за двух персонажей, обязательно разных.
Героям предстоит странствовать по сказочному средневековому миру, перемещаясь через море на спинах исполинских существ. На них постоянно нападают войска Смертоносца. Некоторые из врагов ездят верхом на ручных ящерах, которых игрок может отбить и использовать для собственного передвижения. Часть ящеров умеет плевать огнём, другие бьют языком, третьи — хвостом.
В игре существует система магии, основанная на маленьких синих кувшинах. Эти кувшины герои могут найти по ходу игры или отбить у воров. В промежутках между уровнями кувшины героев пытаются похитить маленькие гномики в колпаках. Если герой вовремя не атакует их, он лишится своего имущества, но при успешном действии даже отыграет у воров дополнительные кувшины.
Магия действует при нажатии соответствующей кнопки и представляет собой некий катаклизм (землетрясение, бурю, налёт дракона), обрушивающийся на всю видимую территорию и наносящий войскам противника определённый урон. Самих игроков их магия не затрагивает. Мощность заклинания зависит от количества имеющихся в распоряжении кувшинов, которые расходуются как очки магии.
Можно также найти или отбить у врагов еду, добавляющую жизнь героям.

## Golden Axe II
Дата выхода: 1991.
Игра незначительно отличается от первой части: в ней те же персонажи и правила. Всё отличие состоит в новом наборе уровней и измененной системой магии.

## Golden Axe: The Revenge of Death Adder
Дата выхода: 1992.
В 1992 Sega выпустила аркадную игру Golden Axe: The Revenge of Death Adder для игровых автоматов. Это была первая 32-битная версия игры Golden Axe. Однако, несмотря на свою популярность и высокое качество, она до сих пор осталась эксклюзивом только для игровых автоматов.
Из старых героев остался только Гилиус Громоглав, и то теперь он сидит на спине нового персонажа — гиганта Гоа (Goa). Остальные новые персонажи: варвар Стальной Клинок, (Sternblade the barbarian), девушка-кентавр Дора (Dora) и малыш Трикс (Little Trix). Главным противником снова остаётся Смертоносец.
Геймплей, графика и звук стали намного лучше по сравнению с предыдущими частями. Также впервые представлена возможность выбора маршрута, по которому предстоит пройти главным героям.

## Golden Axe III
Дата выхода: 1993.
В третьей части состав персонажей изменяется. Гилиус становится эпизодическим персонажем, который лишь напутствует героев, но не участвует в боях. Его место занимают двое новичков: великан Гордая Скала (Proud Cragger) и человекообразная пантера Хронос (Chronos «Evil» Lait). Вместо Акса и Тайрис появляются новые персонажи Каин Дробитель (Kain Grinder) и Сара Огненная (Sarah Barn). Они настолько похожи внешне на Акса и Тайрис, что большинство игроков не заметило изменения. Также, в варианте игры друг против друга (VS mode) можно играть за одного из боссов — грифона.
В третьей части игроку предоставляется большее количество различных приёмов боя, вызываемых комбинациями клавиш, что разнообразит геймплей по сравнению с механическим избиением первой части, и приближает игру к файтингу. Прохождение становится нелинейным: на развилках игрок вправе выбирать путь, которым продолжит игру через различные локации.
При игре вдвоём персонажи могут взаимодействовать друг с другом, выполняя различные комбинации трюков, наносящих урон нескольким противникам одновременно. Тип коронного удара вдвоём зависит от того, какие персонажи будут в паре и кто из них начнёт трюк, нажав кнопку джойстика первым. Аналогичное новшество появилось и в магии. Кроме возможных трёх видов заклинания у каждого персонажа (1 банка, 1+2 банки или 1+2+3 банок), при игре вдвоём один из персонажей может заимствовать ещё 4 банки для получения суммы в 1+2+3+4 банок у себя и сотворить сверхмощное заклинание своей стихии 4-го уровня. Как в случае с комбинациями трюков на двоих игроков, так и при использовании магии необходимо, чтобы оба персонажа стояли близко, на одной линии и смотрели друг другу в лицо. После того как они кивают головами, как бы соглашаясь, можно выполнить трюк или использовать заклинание 4-го уровня. Последнее только в случае если кнопку магии нажмёт именно тот персонаж, у которого есть максимальное число банок магии (то есть 6), при том что у второго их будет не менее 4-х.
На некоторых уровнях третьей «Золотой Секиры» игрокам, помимо различных великанов и большого количества разнообразных врагов, предстоит сразиться с героями, не выбранными для прохождения. Так, если вы берёте Каина, то врагами будут Прауд и Хронос, а если Хроноса, то сражаться придётся с Каином и Сарой — по легенде, они околдованы заклятием Смертоносца. Магия здесь разделена по персонажам по принципу четырёх стихий: воздух, вода, земля и огонь. В конце игры, при условии, что персонаж набрал необходимое минимальное количество очков, появляется дополнительный босс, который выглядит как Смертоносец, но представляет собой злых духов, вселившихся в саму Золотую Секиру. Все его способности полностью копируют способности Смертоносца, но отличительной особенностью является то, что босс умеет использовать магию и при том довольно сильную. Количество заклинаний у него не ограничено и сколько раз он её использует, зависит только от того, как долго игрок будет его убивать. Если магия основных персонажей поделена на 4 стихии, то в случае этого босса можно смело утверждать, что это 5-я стихия, представляющая собой молнию.
В третьей части игры авторы решили создать традицию, продолжив музыкальное оформление в том же стиле, написав новые красочные и яркие мелодии, подстегивающие пыл сражений на каждом уровне игры.

## Golden Axe: The Beast Rider
Дата выхода: 2008.
Новая игра (теперь уже полностью трёхмерная) в игровом сериале Golden Axe, выпущенная компанией Sega в 2008 году. Сюжет игры повествует о приключениях отважной амазонки Тайрис Флэйр, уже известной игрокам по предыдущим частям серии. На этот раз Смертоносец решил истребить всех Титанов (исполинских существ, обладающих огромной силой) и взамен получить их силу. Для этого он похитил огненного дракона — последнего из Титанов и покровителя родного племени Тайрис. И теперь девушке предстоит спасти огненного дракона, а заодно и весь мир от коварного замысла Смертоносца.